# Акациевые крысы
Акациевые крысы (лат. Aethomys) — род подсемейства Мышиные. Распространён в Африке к югу от Сахары. Их средой обитания являются в основном саванны, но они также могут встречаться на лесных полянах и в садах. Тело достигает в длину 10—18 см, длина хвоста от 12 до 20 см. Вес от 63 до 150 граммов.

## Виды
- Ангольская крыса (Aethomys bocagei)
- Золотистая крыса (Aethomys chrysophilus)
- Крыса Гранта (Aethomys granti)
- Крыса Хинде (Aethomys hindei)
- Aethomys ineptus
- Крыса Кайзера (Aethomys kaiseri)
- Намакванская крыса (Aethomys namaquensis)
- Малавийская крыса (Aethomys nyikae)
- Силиндская крыса (Aethomys silindensis)
- Крыса Тинфилда (Aethomys stannarius)
- Крыса Томаса (Aethomys thomasi)